# Internationaux de Tennis de Blois
Gli Internationaux de Tennis de Blois sono un torneo professionistico di tennis giocato su campi in terra rossa. Ha fatto parte dell'ITF Men's Circuit dal 2002 al 2012. Dal 2013 è entrato a far parte dell'ATP Challenger Tour. Si gioca annualmente all'A.A.J.B Blois Tennis di Blois in Francia. L'edizione del 2024 è stata giocata maggiormente al chiuso su campi di cemento indoor a causa delle persistenti piogge, finali comprese.  Nel 2025 è stata cancellata l'edizione maschile e al suo posto si gioca la prima edizione del torneo femminile facente parte dell'ITF Women's Circuit.

## Albo d'oro

### Singolare
| Anno      | Campione          | Finalista               | Punteggio           |
| --------- | ----------------- | ----------------------- | ------------------- |
| 2024      | Ričardas Berankis | Calvin Hemery           | 7–6(4), 7–5         |
| 2023      | Quentin Halys     | Kyrian Jacquet          | 4–6, 6–2, 2–0 rit.  |
| 2022      | Alexandre Müller  | Nikola Milojević        | 7–6(3), 6–1         |
| 2021 2020 | Non disputato     | Non disputato           | Non disputato       |
| 2019      | Pedro Sousa       | Kimmer Coppejans        | 4–6, 6–3, 7–6(4)    |
| 2018      | Scott Griekspoor  | Félix Auger-Aliassime   | 6–4, 6–4            |
| 2017      | Damir Džumhur     | Calvin Hemery           | 6–1, 6–3            |
| 2016      | Carlos Berlocq    | Steve Darcis            | 6–2, 6–0            |
| 2015      | Mathias Bourgue   | Daniel Muñoz de la Nava | 2–6, 6–4, 6–2       |
| 2014      | Máximo González   | Gastão Elias            | 6–2, 6–3            |
| 2013      | Julian Reister    | Dušan Lajović           | 6–1, 6(3)–7, 7–6(2) |
| 2012      | Laurent Rochette  | Daniel Kosakowski       | 7–6(2), 6–4         |
| 2011      | Martín Alund      | Nicolas Renavand        | 6–4, 6(6)–7, 6–3    |
| 2010      | Jonathan Eysseric | Valery Rudnev           | 6–4, 4–6, 7–6(1)    |
| 2009      | Benjamin Balleret | Andrei Gorban           | 3–6, 6–3, 6–2       |
| 2008      | Nicolas Coutelot  | Nicolas Renavand        | 7–6(5), 6–3         |

### Doppio
| Anno      | Campioni                                   | Finalisti                          | Punteggio              |
| --------- | ------------------------------------------ | ---------------------------------- | ---------------------- |
| 2024      | Benjamin Lock Courtney John Lock           | Corentin Denolly Arthur Gea        | 1–6, 6–3, [10–4]       |
| 2023      | Dan Added Grégoire Jacq                    | Théo Arribagé Luca Sanchez         | 6–4, 6–4               |
| 2022      | Sriram Balaji Jeevan Nedunchezhiyan        | Romain Arneodo Jonathan Eysseric   | 6–4, 6(3)–7, [10–7]    |
| 2021 2020 | Non disputato                              | Non disputato                      | Non disputato          |
| 2019      | Corentin Denolly Alexandre Müller          | Sergio Galdós Andreas Siljeström   | 7–5, 6(5)–7, [10–6]    |
| 2018      | Fabrício Neis David Vega Hernández         | Hsieh Cheng-peng Rameez Junaid     | 7–6(4), 6–1            |
| 2017      | Sander Gillé Joran Vliegen                 | Máximo González Fabrício Neis      | 3–6, 6–3, [10–7]       |
| 2016      | Alexander Satschko Simon Stadler           | Gong Maoxin Yasutaka Uchiyama      | 6–3, 7–6(2)            |
| 2015      | Rémi Boutillier Maxime Teixeira            | Guilherme Clezar Nicolás Kicker    | 6–3, 4–6, [10–8]       |
| 2014      | Tristan Lamasine Laurent Lokoli            | Guillermo Durán Máximo González    | 7–5, 6–0               |
| 2013      | Jonathan Eysseric (2) Nicolas Renavand (3) | Ruben Gonzales Chris Letcher       | 6–3, 6–4               |
| 2012      | Emilien Firmin Laurent Rochette            | Adham El-Effendi Darren Walsh      | 6(8)–7, 7–6(5), [10–7] |
| 2011      | Pierre-Hugues Herbert Nicolas Renavand (2) | Martín Alund Guillermo Bujniewicz  | 3–6, 6–4, [10–8]       |
| 2010      | Jonathan Eysseric (1) Jerome Inzerillo     | Pierre-Hugues Herbert Xavier Pujo  | 6–3, 6–2               |
| 2009      | Julien Jeanpierre (2) Nicolas Renavand (1) | Jeremy Blandin Pierrick Ysern      | 6–4, 6–4               |
| 2008      | Julien Jeanpierre (1) Xavier Pujo          | Olivier Charroin Mathieu Rodrigues | 6–4, 6–2               |

### Singolare femminile
| Anno | Categoria   | Campionessa   | Finalista       | Punteggio |
| ---- | ----------- | ------------- | --------------- | --------- |
| 2025 | ITF $60,000 | Panna Udvardy | Julie Belgraver | 7–5, 6–3  |

### Doppio femminile
| Anno | Categoria   | Campionesse             | Finaliste                        | Punteggio        |
| ---- | ----------- | ----------------------- | -------------------------------- | ---------------- |
| 2025 | ITF $60,000 | Cho I-hsuan Cho Yi-tsen | Ángela Fita Boluda Laura Pigossi | 7–5, 4–6, [10–4] |